# Великое крушение поездов 1856 года
Великое крушение поездов 1856 года (англ. The Great Train Wreck of 1856) произошло 17 июля 1856 года в городе Уайтмарш, штат Пенсильвания, между станциями Кэмп-Хилл и Форт-Вашингтон. Два поезда, двигавшиеся по одному и тому же пути навстречу друг другу, столкнулись, в результате чего погибло от 59 до 67 человек и более 100 получили ранения. Инцидент упоминался в прессе округа Монтгомери как катастрофа в Кэмп-Хилл (англ. The Camp Hill Disaster), в Филадельфии — как The Picnic Train Tragedy (с англ. — «трагедия поезда на пикник»). Крушение стало самой смертоносной железнодорожной катастрофой в мире, одним из знаковых событий своей эпохи.

## Железная дорога Северной Пенсильвании
Востребованность железнодорожного сообщения между Филадельфией и долиной Лихай, привела к созданию 8 апреля 1852 года компании Philadelphia, Easton and Water Gap Railroad Company. Линия железной дороги, название которой было изменено 18 апреля 1853 года на Железная дорога Северной Пенсильвании, была официально открыта в понедельник, 2 июля 1855 года с маршрутом от станции Кохокинок на Фронт-стрит и Уиллоу-стрит в Филадельфии до станции Уиссахикон (современный Эмблер) на северо-западной окраине. Благодаря линии фермеры могли с меньшими расходами поставлять свою продукцию на рынки, всё более удалявшиеся от их владений. Железная дорога, которая перевозила как грузы, так и людей, успела приобрести важное значение для местной торговли, когда произошло крушение.

## Катастрофа
Нерегулярный прогулочный поезд железной дороги Северной Пенсильвании, известный как Picnic Special, был арендован церковью Святого Михаила в районе Кенсингтон в Филадельфии, чтобы отправить детей из воскресной школы на пикник в Шеффс-Вудс, рощу возле железнодорожной станции Уиссахикон. 17 июля был одним из самых жарких дней в году, и дети с нетерпением ждали возможности провести его на природе. По сообщению The New York Times от 18 июля 1856 года, поезд, в котором находилось 1100 человек (хотя по другим источникам их число могло достигать 1500), должен был прибыть на станцию Уиссахикон в 6:00. Состав покинул депо Кохоксинк на Мастер-стрит и Джермантаун-авеню в 5:10 утра с опозданием на 23 минуты, отчасти из-за большого количества пассажиров.
Состав вёл паровоз «Шакамаксон», названный в честь индейского имени Кенсингтона, им управлял машинист Генри Харрис. Локомотив, работавший при низком давлении пара, испытывал значительную нагрузку, поскольку тянул от 10 до 12 вагонов, перегруженных пассажирами. Священник Дэниел Шеридан находился в первом вагоне со старшими детьми. В задних вагонах ехали женщины и младшие дети. Поезд вынужден был делать остановки, чтобы восстановить давление в котле.
На станции Уиссахикон другой поезд, который вёл паровоз «Араминго», управляемый машинистом Уильямом Ванставореном, ждал прибытия прогулочного поезда, чтобы проследовать в сторону Филадельфии по однопутной линии. «Шакамаксон» опаздывал, но Ванставорен не воспользовался телеграфом для связи со станцией Кохохинок и понятия не имел, когда прибудет встречный состав. Для поездов регулярного расписания был установлен 15-минутный период ожидания, но прогулочный поезд следовал вне расписания, что запутало ситуацию. В 6:15 «Араминго» с 20 пассажирами из Гуинета покинул станцию.
Машинист «Шакамаксона» был уверен, что сможет наверстать упущенное время. Он знал, что «Араминго» должен проследовать в противоположном направлении по тому же пути, но рассчитывал, что поезда смогут разминуться на запасном пути в Эдж-Хилл. За станцией Кэмп-Хилл «Шакамаксон» вышел на дугу вокруг холма, который ограничивал видимость, и двигался под уклон. «Араминго» находился на том же участке и также не имел обзора на повороте. Хотя Харрис почти непрерывно давал гудок, ни один из машинистов точно не знал, где находится другой.
Продолжив движение по дуге, они, наконец, увидели друг друга. Но было слишком поздно. Поезда столкнулись в 6:18 утра между станцией Кэмп-Хилл и местом современного пересечением Трентонской ветки Пенсильванской железной дороги и Вифлеемского отделения Редингской железной дороги.
Котлы паровозов врезались друг в друга и взорвались. Грохот взрыва был слышен на расстоянии до 8 километров. Три передних вагона прогулочного поезда были уничтожены, остальные сошли с рельсов. Деревянные конструкции загорелись. Большинство жертв погибли не при ударе, а в огне, охватившем сошедшие с рельсов и упавшие на бок вагоны.
Жившие по близости люди быстро прибыли на место катастрофы. Пламя пожара было видно за несколько километров, и, как сообщалось, в окрестные поселения приезжал всадник, который сообщал о катастрофе и призывал прийти на помощь. Но жар горящих обломков был настолько силен, что, хотя сквозь пламя и дым можно было разглядеть торчащие руки, ноги и другие части тел, было невозможно подобраться достаточно близко, чтобы попытаться кого-нибудь спасти.
Возле места катастрофы, в 7,5 м ниже путей, протекал ручей Сэнди-Ран. Люди выстроили живую цепь, по которой в кадках, ведрах, котелках и прочих ёмкостях передавали воду к месту пожара. Но их усилий было недостаточно. Наконец, к месту катастрофы прибыла пожарная команда из Честнат-Хилл, которая довольно быстро потушила пламя и начала извлекать тела жертв из под обломков.

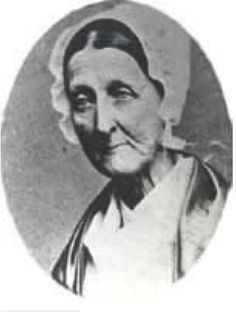
Мэри Джонсон Амблер (1805–1868)

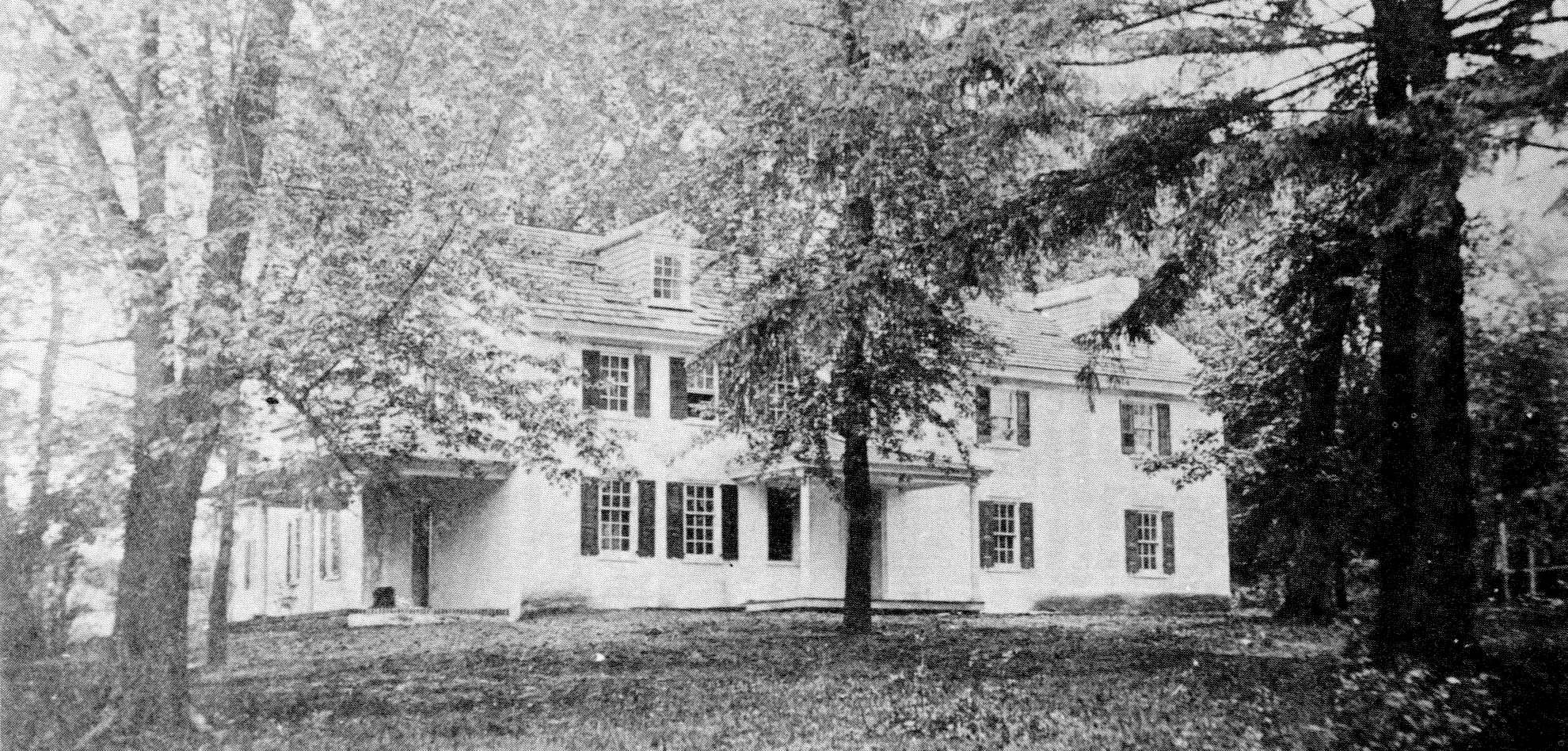
Усадьба Мэри Амблер, Амблер, штат Пенсильвания

Одной из тех, кто оказывал помощь пострадавшим, была Мэри Джонсон Амблер (англ. Mary Johnson Ambler), женщина-квакер, проживавшая недалеко от станции Уиссахикон. Узнав о катастрофе, она быстро собрала предметы первой помощи и пешком преодолела расстояние в 3 км до места трагедии. Её дом на Теннис-авеню и Мейн-стрит был переоборудован в импровизированный госпиталь для выживших. Помощь, которую она оказала раненым, была настолько заметной, что после её смерти в 1868 году Железная дорога Северной Пенсильвании изменила название станции с Уиссахикон на Амблер. В итоге то же имя получил и образованны позднее город Амблер.
Тем временем, трагическая весть достигла Филадельфии и распространилась по приходу. Мужчины бросили работу на фабрике, женщины, рыдая, побежали по улицам. На станции Кохоксинк полиции пришлось сдерживать их, когда они пытались воспользоваться ручными дрезинами. На станции был сформирован новый состав, но он почти полностью был отданы сестрам милосердия, медсестрам и врачам.
Газета Daily Evening Bulletin сообщала: «Самым ужасным зрелищем были горящие вагоны; через несколько минут после столкновения огонь быстро распространился по обломкам, сжигая многих мужчин, женщин и детей. Стоны и крики раненых и удерживаемых спасателями ужаснули бы даже самое храброе сердце».
Генри Харрис, машинист прогулочного поезда, погиб в аварии, как и отец Шеридан. Сила взрыва и пожара были такими, что многие тела не были найдены, а те, что нашлись, оказались обожжены так, что их невозможно было опознать.
Машинист «Араминго» Уильям Ванставорен остался невредим и, по-видимому, чувствовал себя виноватым в аварии. Он вернулся в Филадельфию, официально сообщил об аварии, а затем отправился в свой дом резиденцию на Баттонвуд-стрит, 169 (около 10-й улицы) и покончил жизнь самоубийством, приняв мышьяк. Однако позже он был признан невиновным. Присяжные возложили вину в «грубой небрежности», приведшей к катастрофе, на машиниста «Шакамаксона».
Через два дня после катастрофы газета Pennsylvania Inquirer сообщала: «Ко всему, что связано с ужасной трагедией четверга, по-прежнему сохраняется самый живой интерес».
Железная дорога Северной Пенсильвании после аварии постаралась предоставить финансовые пособия пострадавшим и родственникам жертв. Компания передала акции тем, кто соглашался на такую компенсацию, и выплачивала деньги тем, кто не соглашался. Как оказалось, акции в конечном итоге принесли достойные дивиденды. В следующее воскресенье железная дорога не работала в память о жертвах.

## Последствия
Через два дня после Великого крушения The New York Times опубликовала резкую редакционную статью, призывающую железные дороги уделить больше внимания безопасности: поезда, движущиеся в противоположных направлениях, никогда не должны следовать по одним и тем же путям. В настоящее время участок, где произошла катастрофа, имеет два пути и электрифицирован. Допустимая скорость на нём составляет 110 км/ч. В отрасли произошли и другие изменения, например, внедрение телеграфа для уведомления станций об опаздывающих поездах и передачи другой важной информации. Серьезное внимание было уделено количеству пассажиров в поездах, особенно детей.